# MTX Tatra V8

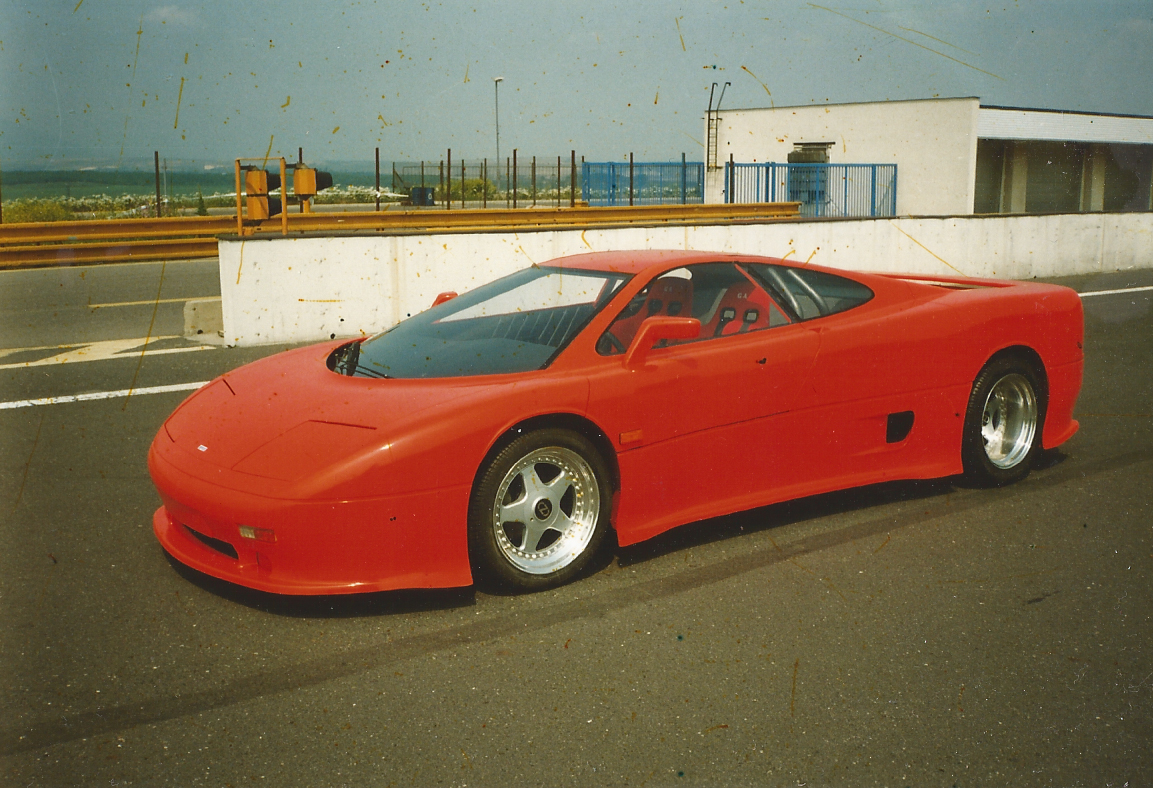
První MTX Tatra V8 při testech na Autodromu Most

MTX Tatra V8 je dvoumístný supersportovní automobil se vzduchem chlazeným vidlicovým osmiválcovým motorem nad zadní nápravou a pohonem zadních kol postavený na bázi podvozkových skupin automobilu Tatra 613 a vyráběný firmou Metalex v kooperaci s automobilkou Tatra. Automobil je držitelem českého rychlostního rekordu s 208,37 km/h na letmý kilometr.

## Popis
Automobil byl navrhován prioritně jako okruhový speciál, který byl následně homologován pro silniční provoz. Základem karosérie byl tuhý prostorový rám svařený z ocelových trubek, doplněný nosnými prvky z lehkých slitin, na kterém byly upevněny velkoplošné povrchové panely ze sklolaminátu s vlepenými skly. U prvního prototypu bylo možné přední a zadní díl karosérie samostatně odebrat, u zbylých dvou prototypů došlo k přepracování přední části karoserie na pevnou. Do vozů se montoval upravený vzduchem chlazený motor z Tatry 613 se zvýšeným výkonem a označením T623 (objem 4,0 l), a to buď v karburátorovém provedení, nebo se vstřikováním paliva Bosch K-Jetronic. Dveře se otvíraly směrem nahoru a dopředu. 
Na výrobu vozu konstruktéři využívali především dílů vlastní výroby, u několika málo dílů však byli nuceni použít výrobků jiných firem. Klíček pocházel ze Škody Favorit. Zadní světlomety pocházely z Tatry 613, přední výklopné světlomety byly použity z vozu BMW 850i a přední obrysová světla z Maserati Biturbo. Dále disponoval anatomickými sportovními sedadly a interiér byl na přání čalouněn kůží.

## Historie
Autorem návrhu dynamicky působící sportovní karosérie byl český designér Václav Král. V roce 1992 za něj obdržel československé ocenění "Dobrý design 1991". Cena vozu byla v roce 1993 stanovena na 2 740 000 Kč.
První návrh dokončený v září 1986, zobrazoval kompaktní 4,25 m dlouhé a 1,16 m vysoké kupé s rozvorem 2,65 m. V letech 1987 a 1988 vznikaly další návrhy už s více aerodynamickými zaoblenými tvary. Dřevěná maketa definitivní verze v měřítku 1:1 byla dokončena v soukromé garáži v Kralupech nad Vltavou na jaře roku 1990. Maketa byla využita k sejmutí forem na výrobu karoserie. Už v září stejného roku se začalo v plzeňských dílnách Metalexu s výrobou podvozku pro opravdový automobil. První vůz byl představen veřejnosti v říjnu 1991 na autosalonu v Praze. 
Předtím však prototyp absolvoval jízdní zkoušky na polygonu závodu Tatra v Kopřivnici, jízdy na letišti v Mošnově a na Autodromu Most. Po pražském autosalonu, kdy přijala firma MTX na tento vůz skoro 200 objednávek, se začalo plně přemýšlet o rozjezdu výroby, která měla čítat omezenou sérii 100 kusů. Výroba tohoto vozu však nikdy skutečně nezačala, poté co byl celý projekt v roce 1998 prodán do rukou podnikatele z Berouna, jeho továrnu[kde?] s veškerými plány výroby záhy postihl požár, který navždy pohřbil rozsáhlejší výrobu tohoto unikátu.
V roce 1991 vznikly dva prototypy s karburačním motorem a v roce 1993 jeden prototyp s motorem s vícebodovým vstřikováním. První dva prototypy byly červené, třetí černý. U druhého prototypu došlo ještě před jeho prodejem, na přání německého zákazníka (majitel prodejen Teppichfreund) ke změně barvy na perleťově bílou. Druhý prototyp se v roce 2013 vrátil do Česka a v současné době jsou všechny tři prototypy ve sbírkách soukromých majitelů na území České republiky. Třetí prototyp byl původním italským majitelem žijícím v Brně prodán a jako jediný byl veřejně vystavován v expozici Muzea sportovních vozů v Lánech (do jara 2016).
V roce 1997 vozidlo MTX Tatra V8 vytvořilo nový a dosud nepřekonaný český rychlostní rekord, třetí prototyp "Supertatry" se vstřikovým motorem, s automobilovým závodníkem a zároveň ředitelem Metalexu Ing. Petrem Boldem za volantem, dosáhl na dni rekordů 8. května na bývalém letišti Hradčany rychlost 208,37 km/h na letmý kilometr. V roce 2010 se černý vůz objevil ve filmu amerického rapera Kanye Westa Runaway. V roce 2022 se první prototyp objevil ve speciálu The Grand Tour (pořad) Eurocrash, kde jeho účast organizačně zajistil spolek Tatra Heritage.
Cena vozu bývala 2,74 milionů Kč, roku 2014 byla tržní hodnota okolo 7 milionů korun.

## Další dva nedokončené prototypy
Celkově byly z původně plánované stokusové série vyrobeny jen tři automobily a jedna karosérie bez motoru a převodovky, která byla jako stavebnice exportována do USA. V únoru 1998 se v americkém magazínu duPont Registry objevil inzerát nabízející tuto stavebnici (avšak s použitím upravené fotografie prvního prototypu) jako Desperado F1 za 250 tisíc $. O této skutečnosti referoval také článek v českém týdeníku Svět Motorů (vydání 7/1998). V roce 2004 měla být tato stavebnice údajně prodána zpět do Evropy.[zdroj?] V roce 2007 se jako Desperado objevila v aukci na portálu eBay a jak v roce 2022 zjistili Josef Kasperkevič a Petr Nečas ze spolku Tatra Heritage, byla posléze dovezena ze Švýcarska do Německa.
Začátkem roku 2023 tento exemplář na základě nabídky spřáteleného znalce historie značky Tatra získali a z Německa do České republiky přivezli Josef Kasperkevič a Petr Nečas ze spolku Tatra Heritage. Novým majitelem se jejich prostřednictvím stal sběratel z Polska (spoluzakladatel polského magazínu ClassicAuto), který jej chce dokončit.
Poslední kapitolu vývoje představuje takzvaný pátý exemplář, který jako poslední autorská evoluce původního návrhu začal ve studiu Design Král pro českého sběratele vznikat v roce 2003. Používá prodloužený rám zhotovený z duralu, upravenou karoserii s průtočnou přídí a prodlouženou zádí a definitivní provedení palubní desky a výplní dveří. Pohon zajišťuje kapalinou chlazený plochý šestiválec Porsche. Vozidlo nese název DHK Porsche Krejčí.

## Technické údaje
- rozvor: 2700 mm[13]
- rozměry: 4600 x 1980 x 1170 mm
- hmotnost: 1350 kg
- kola/pneumatiky: disky OZ Racing Futura, pneu Pirelli Zero 245/40/ZR 17 vpředu, 335/35/ZR 17 vzadu
- motor: T613 (první prototyp - současnost) / Tatra 623 (druhý a třetí prototyp), vidlicový osmiválec chlazený vzduchem, 2x karburátor Jikov SEDR (první a druhý prototyp) / prototypové vícebodové vstřikování paliva (třetí prototyp)
- zdvihový objem: 3919 cm³
- maximální výkon: 160 kW / 6000 ot/min, (225 kW / 6700 ot/min – verze se vstřikováním)
- převodní ústrojí: čtyřstupňová (první prototyp) / pětistupňová (druhý a třetí prototyp) plně synchronizovaná převodovka Tatra. Převod mezi motorem a převodovkou 1,209, stálý převod 3,15
- karoserie: podvozková, na rámu jsou připevněny díly ze skelného (nebo uhlíkového) laminátu, dvoudveřové kupé s dveřmi otevíranými vzhůru, anatomická sportovní sedadla, interiér na přání čalouněn kůží
- brzdy: Výrobce autobrzdy Jablonec, průměr kotoučů 279 mm, s dvoupístkovými třmeny.
- maximální rychlost v km/h: 246 (265 verze se vstřikováním)
- zrychlení z 0 na 100 km/h: 6,2 s (5,6 se vstřikováním)